# ワイズコーポレーション
ワイズコーポレーション（Ys Corporation）は、業務請負・中古車販売／修理などを業務とする企業。

## 概要
ワイズコーポレーションは、クックラボ・むつき経営総合事務所と共に統括的な運営はRSプランニングが行っている。

## 事業内容
- 業務請負業

- 中古自動車／修理等の取り扱い

一般ユーザーへの販売取り扱いより、損害保険代理店や生命保険代理店とのタイアップ営業により、保険事故(損害保険会社が介入する車両事故全般)に対する需要を主体としている。タイアップ営業における商品に「自動車あんしんパック」があるが、これはワイズコーポレーションの直接的なクライアントになる保険代理店が、そのエンドユーザーとなる被保険者(自動車保険が適用されている車両の持ち主、または運転者等)への包括的なサービスとして生まれたパッケージ商品である。　エンドユーザーと保険代理店との接点として事故発生時における相手方との交渉は代表的な業務になるが、「自動車あんしんパック」は一歩踏み込んだサービスを提供できるよう、事故時の代車引き当て・修理・アドバイスを一元的に提供することで、エンドユーザーとのパイプを堅固なものにすることが目的となる。
特にエンドユーザーの車両(被保険車両)の管理やアドバイス、事故以外の自動車関連のさまざまなニーズに応えることがパッケージになっていることが特徴である。これは、保険代理店における自動車保険のシェアに対して、今までにないニーズを掘り起こすことが最大の目的であり、保険代理店業と自動車販売／修理業が一体になることがメリットとされる。